# Billy Vera
Billy Vera & the Beaters (født William Patrick McCord; 28. maj 1944 Riverside, Californien) startede i 1979 med at lave musik, kort tid efter Billy Vera begyndte at skrive sange for Warner Brothers.
Ved dette genfandt han samarbejdet med sin gamle ven Chuck Fiore, som blev udgangspunktet for at skabe et eget band. Efter en række møder i de lokale klubber, blev bandet bedt om at spille hver mandag aften i den berømte spillested Troubadour i West Hollywood. Bandet bliver hørt af en producer der tilbyder dem en kontrakt. Bandet indspiller endelig et album, men til et andet album blev det ikke.
Billy Vera udgiver sin første solo-album men blev heller ikke en succes, fordi pladeselskabet Alfa er tæt ved at gå på konkurs. Bandet spiller så i det Sydlige Californien, hvor deres sound bliver bemærket af en tv-producer. Denne vil gerne bruge At This Moment, for comedyserien Blomsterbørns børn. På grund af det bliver dette nummer et kæmpe hit.
Bortset fra denne tv-serie lavede bandet musik til en række film, for blandt andet Blind Date, af Blake Edwards, med Bruce Willis og Kim Basinger. Den enorme succes af singlen giver mulighed for en række forskellige tv-optrædener. Billy får en rolle i tv-serien, Wise Guy, hvor  i han også spiller nogle af sine sangene.
Billy Vera vandt en Grammy Award i 2013

## Diskografi

### Singler
| År   | Single                                                   | Højeste placering | Højeste placering | Højeste placering | Højeste placering | Højeste placering | Højeste placering | Højeste placering |
| År   | Single                                                   | US Pop            | US AC             | US R&B            | US Country        | CAN               | CAN AC            | NL                |
| ---- | -------------------------------------------------------- | ----------------- | ----------------- | ----------------- | ----------------- | ----------------- | ----------------- | ----------------- |
| 1967 | "Storybook Children" Billy Vera & Judy Clay              | 54                | -                 | 20                | -                 | -                 | 15                | -                 |
| 1968 | "Country Girl - City Man" Billy Vera & Judy Clay         | 36                | -                 | 41                | -                 | -                 | -                 | -                 |
| 1968 | "When Do We Go" Billy Vera & Judy Clay                   | 107               | -                 | -                 | -                 | -                 | -                 | -                 |
| 1968 | "With Pen in Hand"                                       | 43                | 25                | -                 | -                 | 12                | -                 | -                 |
| 1968 | "I've Been Loving You Too Long"                          | 121               | -                 | -                 | -                 | -                 | -                 | -                 |
| 1969 | "The Bible Salesman"                                     | 112               | -                 | -                 | -                 | -                 | -                 | -                 |
| 1981 | "I Can Take Care of Myself" Billy & The Beaters          | 39                | -                 | -                 | -                 | -                 | -                 | -                 |
| 1981 | "At This Moment" Billy & The Beaters                     | 79                | -                 | -                 | -                 | -                 | -                 | -                 |
| 1987 | "At This Moment" Billy Vera & The Beaters (genudgivelse) | 1                 | 1                 | 70                | 42                | 1                 | 1                 | 26                |
| 1987 | "She Ain't Johnnie"                                      | -                 | -                 | -                 | 93                | -                 | -                 | -                 |
| 1988 | "Between Like and Love"                                  | -                 | 9                 | -                 | -                 | 70                | 6                 | -                 |
| 1992 | "Something Like Never Before"                            | -                 | -                 | -                 | -                 | -                 | -                 | 53                |

### Albums
- Storybook Children (med Judy Clay, Atlantic, 1968)
- With Pen In Hand (Atlantic, 1968)
- Out Of The Darkness (Midsong International, 1977)
- Billy & the Beaters (Alfa, 1981) (US #118)
- Billy Vera (Alfa, 1982)
- The Billy Vera Album (Macola, 1977 - genudgivet 1987)
- By Requestː The Best of Billy Vera and the Beaters (Rhino, 1987) (US #17, CAN #13)
- Retro Nuevo (Billy & the Beaters, Capitol, 1988)
- You Have To Cry Sometime (with Nona Hendryx, Shanachie, 1992)
- Out of the Darkness (Unidisc, 1994)
- Oh What a Night (Billy & the Beaters, Pool Party, 1996)
- Not For Sale (Billy Vera, Chance, 1999)
- Something Like Nothing Before (Classic World Productions, 2002)
- At This Moment: A Retrospective (Varese-Sarabande, 2002)
- Hopeless Romantic: The Best of Billy Vera & the Beaters (Shout! Factory, 2008)
- The Billy Vera Story (Rock Beat, 2011)
- Big Band Jazz (Billy Vera, Varese-Sarabande, 2015)

### Sange til tv
- "Life Goes On", Empty Nest (tv-series)
- "Answers", Roomies (tv-series)
- "You've Got Me", Baja Oklahoma (tv-film)
- "Baby All My Life I Will Be Driving Home To You", The King of Queens (tv-series)